# Wowoslumil
Wowoslumil är en ort i Mexiko.   Den ligger i kommunen Tila och delstaten Chiapas, i den sydöstra delen av landet, 700 km öster om huvudstaden Mexico City. Wowoslumil ligger 1 514 meter över havet och antalet invånare är 108.
Terrängen runt Wowoslumil är bergig åt nordväst, men åt sydost är den kuperad. Wowoslumil ligger uppe på en höjd. Runt Wowoslumil är det ganska tätbefolkat, med 111 invånare per kvadratkilometer. Närmaste större samhälle är Petalcingo, 11,1 km sydost om Wowoslumil. I omgivningarna runt Wowoslumil växer i huvudsak städsegrön lövskog.